# Produkt (teoria kategorii)
Produkt – w teorii kategorii pojęcie będące uogólnieniem konstrukcji produktu kartezjańskiego zbiorów, produktu grup, czy produktu przestrzeni topologicznych; jest to „najogólniejszy” obiekt, mający kanoniczne rzuty do każdego z obiektów objętych tą konstrukcją (czynników). Konstrukcją dualną do produktu jest koprodukt.

## Definicja
Obiekt {\displaystyle X} nazywa się produktem obiektów {\displaystyle X_{1}} oraz {\displaystyle X_{2},} oznaczając go wtedy symbolem {\displaystyle X_{1}\times X_{2},} wtedy i tylko wtedy, gdy spełnia następującą własność uniwersalną:
istnieją takie morfizmy {\displaystyle \pi _{1}\colon X\to X_{1},\pi _{2}\colon X\to X_{2}} nazywane rzutami kanonicznymi, że dla dowolnego obiektu {\displaystyle Y} i pary morfizmów {\displaystyle f_{1}\colon Y\to X_{1},f_{2}\colon Y\to X_{2}} istnieje jednoznacznie wyznaczony morfizm {\displaystyle f\colon Y\to X,} dla którego następujący diagram jest przemienny:

Jednoznacznie wyznaczony morfizm {\displaystyle f} nazywa się produktem morfizmów {\displaystyle f_{1}} oraz {\displaystyle f_{2}} i oznacza się go symbolem {\displaystyle \langle f_{1},f_{2}\rangle .} Powyższą definicję produktu dwóch obiektów można rozszerzyć biorąc dowolną rodzinę obiektów indeksowanych pewnym zbiorem {\displaystyle I.} Obiekt {\displaystyle X} nazywa się produktem rodziny {\displaystyle \{X\}_{i}} obiektów wtedy i tylko wtedy, gdy
istnieją takie morfizmy {\displaystyle \pi _{i}\colon X\to X_{i},} że dla dowolnego obiektu {\displaystyle Y} oraz rodziny morfizmów {\displaystyle f_{i}\colon Y\to X_{i}} indeksowanej zbiorem {\displaystyle I} istnieje jednoznacznie wyznaczony morfizm {\displaystyle f\colon Y\to X,} dla którego następujący diagram jest przemienny dla wszystkich {\displaystyle i\in I{:}}

Produkt oznacza się wtedy symbolem {\displaystyle \prod _{i\in I}X_{i};} jeżeli {\displaystyle I=\{1,\dots ,n\},} to na oznaczenie produktu obiektów zwykle używa się oznaczenia {\displaystyle X_{1}\times \ldots \times X_{n},} a produkt morfizmów często oznacza się wtedy {\displaystyle \langle f_{1},\dots ,f_{n}\rangle .}
Produkt można również zdefiniować wyłącznie za pomocą równań – oto przykład dla produktu dwóch obiektów:
- istnienie {\displaystyle f} zachodzi dzięki operacji {\displaystyle \langle \cdot ,\cdot \rangle ;}
- przemienność powyższych diagramów wynika z równości {\displaystyle \pi _{i}\circ \langle f_{1},f_{2}\rangle =f_{i}} dla wszystkich {\displaystyle f_{1},f_{2}} oraz {\displaystyle i=1,2;}
- jednoznaczność {\displaystyle f} wynika z równości {\displaystyle \langle \pi _{1}\circ f,\pi _{2}\circ f\rangle =f} dla wszystkich {\displaystyle f.}

Produkt można także opisać za pomocą granicy: rodzinę obiektów można postrzegać jako diagram bez morfizmów; okazuje się, że traktując go jako funktor, mianowicie funktor ze zbioru {\displaystyle I} rozpatrywanego jako kategoria dyskretna, to definicja produktu pokrywa się z definicją granicą, przy czym {\displaystyle \{f\}_{i}} pełni rolę stożka, a rzuty są granicą (stożkiem granicznym).
Zamiast granicy można użyć własności uniwersalnej; dla porównania: w tym przypadku {\displaystyle J} jest kategorią dyskretną z dwoma obiektami, a {\displaystyle C^{J}} to po prostu kategoria produktowa {\displaystyle C\times C,} przy czym funktor diagonalny {\displaystyle \Delta \colon C\to C\times C} przypisuje każdemu z obiektów {\displaystyle X} parę uporządkowaną {\displaystyle (X,X),} a każdemu morfizmowi {\displaystyle f} parę {\displaystyle (f,f)} – produkt {\displaystyle X_{1}\times X_{2}} w {\displaystyle C} dany jest za pomocą morfizmu uniwersalnego z funktora {\displaystyle \Delta } w obiekt {\displaystyle (X_{1},X_{2})} w {\displaystyle C\times C} – wspomniany morfizm uniwersalny składa się z obiektu {\displaystyle X} należącego do kategorii {\displaystyle C} i morfizmu {\displaystyle (X,X)\to (X_{1},X_{2})} zawierającego rzuty.

## Przykłady
- W kategorii Set produktem zbiorów {\displaystyle A} i {\displaystyle B} jest iloczyn kartezjański {\displaystyle A\times B} wraz z rzutami {\displaystyle \pi _{1}((x,y))=x} i {\displaystyle \pi _{2}((x,y))=y.}
- W kategorii Grp produktem jest iloczyn kartezjański grup wraz z rzutami.
- W kategorii Top produkt jest iloczynem kartezjańskim przestrzeni z topologią produktową.
- W posecie {\displaystyle (P,\leqslant ),} traktowanym jako kategoria, produktem elementów {\displaystyle a,b} jest {\displaystyle \inf\{a,b\}.}